# Fleißtal
Das Fleißtal ist ein Hochgebirgstal im Nationalpark Hohe Tauern im österreichischen Bundesland Kärnten bei Heiligenblut. Es teilt sich in das Große Fleißtal und das Kleine Fleißtal.

## Name
Seinen Namen erhielt das Tal von der das entsprechende Tal durchquerenden Kleinen Fleiß bzw. der Großen Fleiß.

## Lage
Das Fleißtal ist ein linkes Seitental des Mölltales. Es liegt im Westen der Goldberggruppe. Nachbartäler sind möllaufwärts das Guttal (mit Tauerntal) und möllabwärts das Zirknitztal. Über dem Alpenhauptkamm schließt auf Salzburger Seite das Rauris (einschließlich Kolm-Saigurn) an.

## Großes Fleißtal
Ins Große Fleißtal gelangt man von der Großglockner-Hochalpenstraße und folgt dann einem steilen Bergweg bis zur Fleißalm (1809 m), die Zentrum des sich dort befindlichen „Skigebiets Fleißalm“ ist. Zusätzlich ist das Große Fleißtal mit der „Tunnelbahn Fleißalm“ zu erreichen, die jedoch nur im Winter in Betrieb ist und von der Mittelstation des Schareck über Heiligenblut zur Fleißalm führt. Auf einem relativ ebenen Weg kann man bis in den Talschluss gehen, zur Otto-Umlauft-Biwakschachtel des OeAV und auf den Hocharn. Zudem zweigt ein Weg auf das Schareck ab. Im Großen Fleißtal lassen sich an den Berghängen gut Murmeltiere, Gämsen, Bartgeier und Steinadler sowie Gänsegeier beobachten.

## Kleines Fleißtal

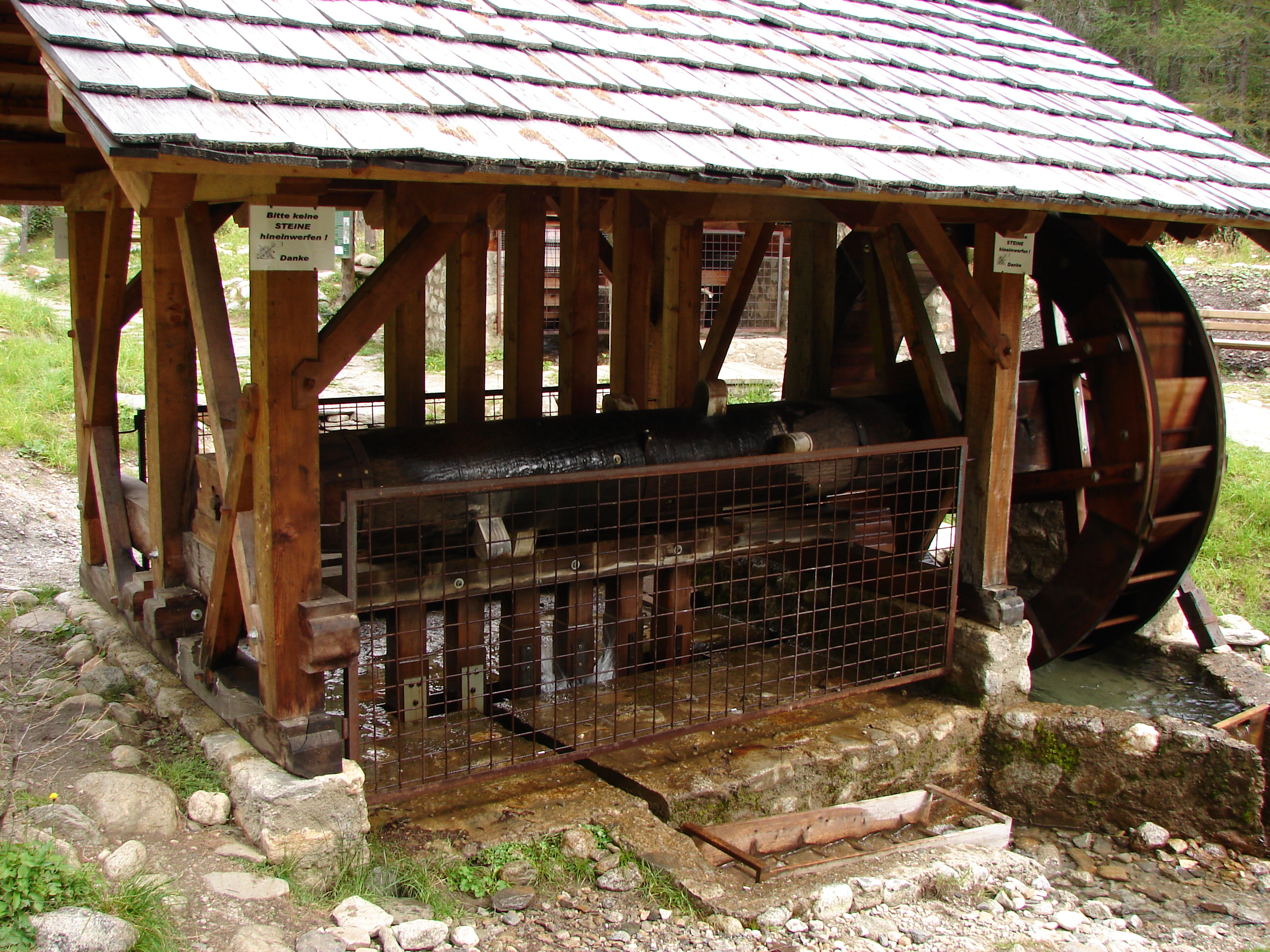
Alter Pocher

Das Kleine Fleißtal ist fast wie das Große Fleißtal zu erreichen, nur gibt es hier keine Tunnelbahn. Hier fand unter anderem Goldabbau statt unter Zuhilfenahme der sogenannten Stockmühlen, woran das Schaugoldbergwerk „Alter Pocher“ erinnert. Der Höhepunkt des Goldabbaus war an der Wende vom 15. zum 16. Jahrhundert. Wichtige Abbauplätze waren die Gruben Hörndlin beim See (Hörndl beim Zirmsee) und Vleis am See am Hang der Goldbergspitze.
In der kleinen Fleiß befindet sich der Zirmsee, ursprünglich ein natürlicher Bergsee, der in die Kraftwerksgruppe Fragant einbezogen, und hierzu durch ein Stauwerk erweitert wurde.
Im Talschluss des Kleinen Fleißtales liegt der Sonnblick mit dem Zittelhaus und dem Observatorium Sonnblick.

## Sonstiges
Im Fleißtal wurden im Jahr 2012 die beiden Bartgeier Glocknerlady und Inge freigelassen.